# Walter Mafli
Walter Mafli, né à Rebstein le 10 mai 1915 et mort le 11 décembre 2017, est un artiste peintre et dessinateur suisse établi dans le canton de Vaud, à Corsy au-dessus de Lutry.

## Biographie
Né dans le canton de Saint-Gall de père inconnu et d'une mère sourde et muette qui mettra au monde quatorze enfants, il passe sa petite enfance auprès de sa grand-mère puis est placé en orphelinat. Il y restera jusqu’en 1930. L'année suivante, il entame un apprentissage de poêlier-fumiste à Oberrieden dans le canton de Zurich et complète sa formation pour devenir carreleur. Renvoyé de son travail en 1934 à la suite d'une scarlatine, il décide de quitter la Suisse alémanique à vélo en fin d’année et va passer quelques jours chez une tante près de Bienne. Mafli s’installe ensuite à Neuchâtel où il trouve un emploi de carreleur. 
Lorsqu’en 1935 l’armée suisse le convoque pour effectuer son école de recrues, c’est très naturellement qu’il se retrouve dans une compagnie de cyclistes, puisqu'il s'agit là d'un sport qu'il pratique assidûment. Une fois son service militaire terminé, il suit des cours de dessin auprès du peintre tessinois Delfo Egidio Galli, professeur à Neuchâtel, qui lui enseigne les techniques académiques. Chez celui-ci, il fait également connaissance des quatre frères Barraud, François Emile, Charles, Aimé et Aurèle. À Neuchâtel, Mafli apprend aussi auprès de Max Theynet qu’il considère comme « son maître » ; c’est lui qui lui insuffle le sens de la peinture et lui apprend également l’économie de la couleur, lui rappelant qu’avec huit d’entre elles, il peut obtenir par mélange toutes les autres sans avoir à les acheter. Il rencontre également Charles L’Eplattenier dont il portera le chevalet pour aller peindre sur les bords du Doubs.
En 1939, il devient élève de Casimir Reymond et Marcel Poncet à l’École de dessin de Lausanne. Mafli séjourne également à Paris chez son ami Jean-Pierre Doxat, rencontré chez le peintre Galli. Il y reste plusieurs mois. 
Au début des années 1970, le cuisinier Frédy Girardet offre à Mafli un accrochage permanent dans son restaurant de Crissier. Suivront Roland Pierroz et Philippe Rochat. Soucieux de soutenir les projets de jeunes gens ambitieux dont les moyens sont insuffisants pour les réaliser, il crée la Fondation « Les Enfants de Mafli » en 2001.

## Ouvrage
- Le chant de la matière. Lausanne, Imp. Réunies, 1985.

### Vidéographie
- Mafli, un itinéraire de vie [Enregistrement vidéo] / réal. par Jean Charles Pellaud et Philippe Dubath. Presinge, 2006.